# 清朝治疆历史
清朝治疆历史指清朝灭亡准噶尔汗国后统治新疆这片土地的历史。从1759年乾隆帝将这片土地命名为“西域新疆”（简称“新疆”，穆麟德轉寫：ice jecen）起，由伊犁將軍統轄，同治四年（1865年），浩罕汗国阿古柏入侵喀什噶尔、阿克苏、乌鲁木齐等地。光绪二年（1876年），陕甘总督左宗棠率军出甘肃，于次年收复了新疆大部分地区，并从俄国手中收复伊犁。光绪十年（1884年）十一月正式建新疆省，取意为故土新归，省会由伊犁迁至迪化县（今乌鲁木齐），到1912年清朝灭亡为止。

1911年清朝行政区划（红色部分为新疆）

## 乾隆时期

### 平定准噶尔
乾隆十年（1745年），准噶尔汗国爆发瘟疫，噶尔丹策零病死，其长子喇嘛达尔扎与次子策妄多尔济那木扎尔争位，准噶尔陷入内乱。乾隆十七年（1752年），大策零敦多布之孙达瓦齐在辉特部台吉阿睦尔撒纳的支持下继承汗位。不久达瓦齐与阿睦尔撒纳反目相攻。因准噶尔内乱不已，原本附属于准噶尔的各部落纷纷投向清朝。乾隆十八年（1753年），车凌、车凌乌巴什、车凌孟克率杜尔伯特部内附。次年，阿睦尔撒纳率部降清，被封为亲王。同时，清军招抚唐努乌梁海和阿爾泰烏梁海。
阿睦尔撒纳入朝后，将准噶尔虚实悉数禀告清廷。乾隆帝认为攻灭准噶尔时机已到，谓之“天与人归，机不可失”，故力排众议，于乾隆二十年（1755年）春发兵出征准噶尔。北路军以班第为定北将军，阿睦尔撒纳为定边左副将军；西路军以永常为定西将军，鄂容安为参赞大臣，萨喇尔为定边右副将军。两路大军约于博尔塔拉会师。五月，清军进占伊犁。达瓦齐众叛亲离，率残部退至昭苏之格登山。准噶尔降臣阿玉锡带领清军二十五人夜袭达瓦齐大营，准军惊溃，数千人不战自降。达瓦齐仅带少数人仓皇南逃。六月，乌什伯克霍集斯将达瓦齐诱擒后缚送清军，准噶尔汗国灭亡。达瓦齐被送往热河朝觐乾隆帝，被封为“绰罗斯和硕亲王”，居于京师。

### 平定阿睦尔撒纳之乱
清军平定伊犁后，西征大军陆续撤回内地，仅留少量兵力驻防伊犁、迪化等地。阿睦尔撒纳野心逐渐显露，被班第等大臣察觉。班第密奏乾隆帝，称阿睦尔撒纳暗中将投降清军的准噶尔部落收为己有；且不用副将军印章，而用噶尔丹策零所用菊形小印，隐然以厄鲁特四部总汗自居。乾隆帝却认为阿睦尔撒纳“不过希图肥己，不必过于苛求”。不久，阿睦尔撒纳叛迹显著，乾隆帝命班第送其赴热河朝觐，令喀尔喀亲王额琳沁多尔济沿途护送。八月，阿睦尔撒纳以暂归治装为借口，以副将军印信交予额琳沁多尔济，潜逃至塔尔巴哈台，与其旧部相约反叛。伊犁的准噶尔宰桑锡克锡尔格等起兵响应。班第率五百人东撤，被叛军围困。清兵突围不成，班第、鄂容安自刭。萨喇尔丢弃官服，换上旧时准噶尔衣冠逃出，被叛军擒获。乾隆帝闻讯大怒，将额琳沁多尔济赐死，以策楞为定西将军，发两路大军征讨阿睦尔撒纳。
乾隆二十一年（1756年）三月，策楞再次攻占伊犁。阿睦尔撒纳逃往哈萨克汗国，受到右部哈萨克汗阿布赉庇护。不久，西征清军主力撤回内地。清军将领指挥失当，多次追击阿睦尔撒纳不得，使准噶尔各部落产生轻视之心。十二月，受乾隆帝册封的噶勒藏多尔济、巴雅尔举兵反叛，攻陷迪化。驻扎伊犁的定边右副将军兆惠率少量清兵东撤，在库尔喀喇乌苏的鄂垒扎拉图被叛军达什策凌围困。兆惠夜间率军突围，苦战后退至迪化，得知迪化已经失陷，继续向东撤退。途中遇雅尔哈善派出的援军，于次年二月退回巴里坤。
乾隆二十二年（1757年），阿布赉与阿睦尔撒纳反目。六月，阿睦尔撒纳逃入俄国，年底染天花而死。乾隆二十三年（1758年）正月，俄国遣使告知阿睦尔撒纳已死。清廷派人前往边界验看尸首。乾隆帝以平定阿睦尔撒纳，宣谕中外。乾隆二十四年（1759年），清军剿除了叛军残部及逃亡的玛哈沁，天山北路底定。不久后又平定天山南路，将整个新疆纳入版图。

### 平定大小和卓之乱
清乾隆二十二年（1757年）中国新疆回部白山派首领霍集占兄弟发动叛乱，清代文献称之为“平定回部”。霍集占与其兄波罗尼都出自中亚伊斯兰教白山派和卓家族，故称波罗尼都为大和卓，霍集占为小和卓。乾隆二十年（1755年）清军灭准噶尔后，将被准噶尔囚禁的大小和卓释放，并派波罗尼都招抚西域天山南路各城。不久阿睦尔撒纳反叛，大小和卓乘机控制了新疆西南部一带。乾隆二十二年（1757年），霍集占杀死清军副都统阿敏道，举兵自立。次年（1758年），乾隆帝发兵征讨霍集占，清军在库车、叶尔羌（今莎车）、和阗等地与大小和卓交战。乾隆二十四年（1759年），大小和卓兵败西逃，经葱岭进入巴达克山（在今阿富汗东北部）境内，被巴达克山首领素勒坦沙擒杀，叛乱遂平。
大小和卓之乱的平定标志着清朝全国统一战争的完成，是乾隆帝的十全武功之一。此役之后，西域天山南路重新纳入中国版图，清朝疆域臻于极盛。回部平定后，清廷设伊犁将军统辖新疆各部，设总理回疆事务参赞大臣管理回部。此后的六十多年中新疆没有发生大的动乱。

## 道光时期

### 平定张格尔的“圣战”
张格尔从嘉庆二十五年（1820年）三次潜入南疆发动叛乱，张格尔与浩罕国王商定，事成之后，向浩罕割让天山南路的喀什噶尔（今喀什市），并平分喀什噶尔等城的人口和财产。
道光六年（1826年）是规模最大的一次，张格尔以礼拜其祖先麻札（坟墓）为名，利用南疆各族人民的反清情绪，集众叛乱，先后攻占喀什噶尔（今喀什）、英吉沙尔（今英吉沙）、叶尔羌（今莎车）、和阗（今和田）等城。张格尔取喀什噶尔之后，英国派出间谍二十余人充当顾问，训练军队，提供援助。
清政府命伊犁将军长龄与陕甘总督杨遇春、山东巡抚武隆阿、扩肃提督齐慎等调集吉林、黑龙江、陕西、甘肃、四川清军三万余人，会师于阿克苏，收复喀什噶尔等城。道光八年（1828年）初，张格尔率领五百骑兵来袭，中途发觉而反向奔逃。杨芳与伊萨克等人急驰追赶一昼夜，张格尔逃至喀尔铁盖山，仅剩三十余骑，弃马登山。遭杨芳副将胡超、段永福伏击生擒，解至北京处死。

### 七和卓之乱
道光二十七年（1847年）七月底，卡塔条勒等人率骑兵千余人从浩罕出发，突破新疆边境的两处卡伦，到达玉斯图阿尔图什（在今阿图什市），由此向喀什噶尔进发。
以迈买的明、倭里罕为首的七和卓，纠集安集延、布鲁特进犯喀什噶尔、英吉沙尔，攻占喀什噶尔回城（今喀什市），引水淹灌徕宁城（喀什噶尔汉城）。当时形势十分紧张。清政府命叶尔羌参赞大臣率军征讨，经过了近三个月的时间，平定了这次叛乱。

## 同治、光绪时期

### 同治回乱
同治三年（1864年）四月，库车回民举事，杀死办事大臣与阿奇木伯克。因为陕甘回乱波及，数月之内，同治新疆回亂。暴动者以回族及维吾尔族农民为主，也有汉族、柯尔克孜族及哈萨克族加入。各地起事者在攻占官署及兵营后，推举阿訇为首领，建立政教合一的割据政权。随后，各政权之间又发生混战与兼并。至同治四年（1865年）末，新疆大部份地方失陷，官军仅保有塔城、库尔喀喇乌苏、巴里坤及哈密一带。
此时，西北官军主力正在平定陕西及甘肃的动乱，无暇顾及新疆。俄羅斯帝國则乘乱入侵塔城及额尔齐斯河流域，于1864年10月逼迫乌里雅苏台将军签订《中俄勘分西北界约记》，吞并了新疆巴尔喀什湖以东的大片领土。
1864年年底，喀什噶尔的起事者向浩罕汗国求援，导致阿古柏入侵新疆。1865年至1867年间，阿古柏率领浩罕军队消灭了天山以南各地的暴动者政权，在回疆建立哲德沙尔汗国。同治十年（1871年），俄罗斯借机侵占伊犁。
光绪元年（1875年），清廷命陕甘总督左宗棠收复新疆，督办新疆军务。次年，清军西征，收复迪化一带。光绪三年（1877年），清军消灭阿古柏政权，收复了除伊犁外的新疆全境，持续10余年的新疆动乱最终结束。光绪七年（1881年），清朝通过交涉收回被俄罗斯侵占的伊犁。光绪十年（1884年），清廷下旨设立新疆省，废除了乾隆以来的伯克制和军府制，实行与内地相同的郡县制。

### 收复新疆

#### 阿古柏入侵
喀什噶尔的思的克、金相印因无力攻克清军驻守的喀什噶尔汉城（今疏勒县），于1864年底派人邀请流亡浩罕汗国的白山派和卓后裔入境。浩罕执政者随即派阿古柏领兵携波罗尼都曾孙布素鲁克入侵新疆。1865年9月至1870年间，阿古柏率领浩罕乌兹别克族军队相继攻占了喀什噶尔汉城、叶尔羌、和阗、阿克苏、库车、库尔勒等地，将天山南路各地的暴动首领全部消灭，最后控制了迪化，宣布建立哲德沙尔汗国。至清军由甘肃进剿时，阿古柏及其浩罕军队占据新疆南部达十三年之久。

#### 俄国侵占伊犁
同治十年（1871年），俄国以防备阿古柏袭扰为由，派兵占领了伊犁一带，声称“代为收复”，待中国军队肃清内乱时归还，实则图谋永久割占。

#### 戡定新疆
同治十二年（1873年），清军基本平息了陕西、甘肃的叛乱，筹备恢复新疆。光绪元年（1875年），清廷以陕甘总督左宗棠为钦差大臣，督办新疆军务。次年，清军收复迪化、昌吉、绥来（今玛纳斯县）。光绪三年，阿古柏服毒自尽。清军收复天山南路。

## 行政区划
| 新疆建省前行政区划图（1820年）                                                                           |
| 伊犁 乌噜木齐 巴里坤 古城 喀喇乌苏 塔尔巴哈台 喀什噶尔 叶尔羌 和阗 阿克苏 乌什 库车 喀喇沙尔 吐鲁番 哈密 |

清同治四年（1865年），浩罕汗国阿古柏入侵喀什噶尔、阿克苏、迪化等地。光绪二年（1876年），陕甘总督左宗棠率官军出甘肃，7月入迪化，次年1月攻占和阗，收复了新疆大部分地区。光绪七年（1881年）从俄国手中收复伊犁。光绪十年，左宗棠奏请设立“新疆省”，由陕甘总督管辖，行政中心由伊犁移至迪化。新疆省初置镇迪道、阿克苏道、喀什噶尔道、伊塔道4道。至清末已废除伯克制，有迪化、伊犁、焉耆、温宿、疏勒、莎车6府，吐鲁番、精河、英吉沙尔、塔尔巴哈台、库尔哈喇乌苏、哈密、镇西7直隶厅、库车、乌什、和阗3直隶州、1散厅、1散州、21县。